# Steggoa hunteri
Steggoa hunteri är en ringmaskart som först beskrevs av Benham 1912.  Steggoa hunteri ingår i släktet Steggoa och familjen Phyllodocidae. Inga underarter finns listade i Catalogue of Life.